# 低温电子显微镜
低温电子显微技術（英語：Cryogenic electron microscopy，缩写：cryo-EM），是穿透式电子显微镜（TEM）的其中样品在超低温（通常是液氮温度-196℃）下进行型態研究的一种技术。此種儀器一般稱為低温电子显微镜（簡稱：低溫電鏡）或冷凍電子顯微鏡（簡稱：冷凍電鏡）。

## 歷史
- 早在1960年，便開始有學者提出這個想法並且投入相關研究，結果卻不盡理想[2]。
- 1974及1975年關鍵的兩年，開始有學者陸續提出各種更佳的解決方案。肯·泰勒（Ken Taylor）和羅伯特·格拉瑟（Robert Glaeser）博士發現冷凍樣品可以保持蛋白質的高解析度訊號。理查德·亨德森博士在生物樣本中使用葡萄糖液以避免樣本乾燥和電子束傷害，並透過傾斜樣本，以得到不同角度的投影影像，建立3D模型，當時結構解析度達到7Å。斯塔爾·麥克道沃爾（Alasdair McDowall）博士用液態乙烷作為冷凍介質，發現銅網上的液滴較過去的研究能產生更佳的玻璃化冷凍狀態，能有效提升冷凍樣本的訊噪比，這項發現使冷凍電鏡的技術突破[2]。
- 1981年，姚阿幸·法蘭克（Joachim Frank）博士提出了單粒子分析的方法，稱作單粒子是因為樣品是單一來源的粒子。因此使用大量 2D 投影影像分類後進行數據平均，並算出可能的投影相對角度來得到3D結構[2]。
- 2011年，隨著冷凍電鏡設備技術成熟以及單分子運算法的越趨成熟，已能獲得接近原子等級的解析度[2]。
- 2013年，將電鏡影像記錄設備的底片系統改成利用光電效應記錄電子數位訊號，提高電子訊號的轉換效率，有效增強了訊噪比並保有高解析的圖像訊息[2]。
- 2014年，低温电子显微镜图片的分辨率稳步提高，并且在一些结构中达到了接近原子级的分辨率，包括病毒，核糖体，线粒体，离子通道，和酶复合物，小至170kDa的一些结构的分辨率达到4.5Å[1]。
- 2017年，理查德·亨德森、雅克·杜博歇及姚阿幸·法蘭克因其在低温电子显微镜技术的發展而獲頒諾貝爾化學獎，得獎理由是「發展冷凍電子顯微鏡技術，以高解析度呈現溶液中的生物分子結構」[3]。
- 2018年，已有一些文章發表的蛋白結構，解析度可達小於2Å[2]。

## 用途

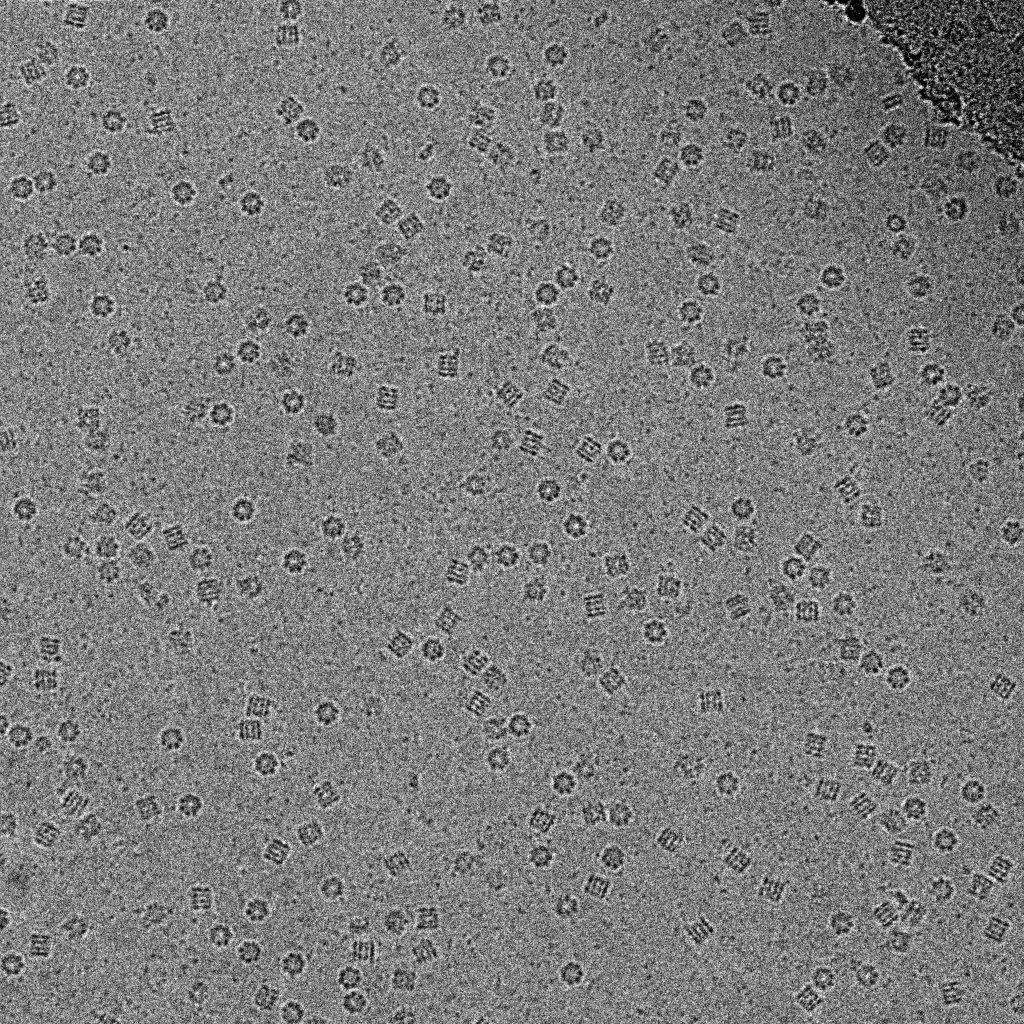
GroEL的低温电子显微镜图像，以50000×放大倍率悬挂在非晶質冰中

- 低温电子显微镜在结构生物学方面越来越受欢迎[4]。此為重要的結構生物學研究方法，與X射線晶體學（X-ray crystallography）和核磁共振（NMR）共同構成高解析度結構生物學研究的基礎，在探究生物大分子結構並揭示其功能方面極為重要[5]。
- 低温电子显微镜的实用性来源于它允许观察未以任何方式被染色或固定的标本，在它们的自然环境中被显示。这与X射线晶体学相反，需要使样品结晶，这样做可能是困难的，并将其置于非生理环境中，这偶尔会导致功能上无关的构象变化。

## 相關技术
各种技术可應用于低温电子显微镜，包括：
- 电子晶体学
  - 二维晶体分析
  - 分析螺旋丝或管
- 单粒子分析（英语：Single particle analysis）
- 低温电子断层扫描（英语：Cryo-electron tomography）
- MicroED
- 时间分辨率的低温电子显微镜[7][8][9]